# كربال سنبلي
الزَّنَمَةُ أو الكربال السنبلي أو قمبور أو كريشة الجدي (الاسم العلمي:Ifloga spicata) هو نوع من النباتات يتبع جنس الكربال من الفصيلة النجمية.